# Sejmik samorządowy
Sejmik samorządowy – organ samorządu terytorialnego istniejący w Polsce w latach 1990–1998, będący wspólną reprezentacją gmin z obszaru województwa.
Sejmiki samorządowe zostały powołane ustawą z dnia 8 marca 1990 r. o samorządzie terytorialnym (rozdział 8, art. 76–83). W skład sejmików wchodzili delegaci wybierani przez rady gmin w głosowaniu tajnym, spośród ich członków:
- w gminach do 20 000 mieszkańców – jeden delegat;
- w gminach od 20 001 do 50 000 mieszkańców – dwóch delegatów;
- w gminach od 50 001 do 100 000 mieszkańców – trzech delegatów;
- w gminach liczących ponad 100 000 mieszkańców – po jednym dodatkowym delegacie przypadającym na każde rozpoczęte 100 000 (od 1995 – 50 000[2]) mieszkańców.

Delegaci mogli być odwołani przez radę większością co najmniej 2/3 głosów w obecności co najmniej połowy jej ustawowego składu.
Na pierwszym posiedzeniu sejmik wybierał prezydium, składające się z przewodniczącego, dwóch zastępców przewodniczącego oraz sześciu członków. Koszty działalności sejmiku pokrywały gminy, opłacając składki w wysokości proporcjonalnej do liczby mieszkańców; wysokość składek oraz budżet uchwalał sejmik. Co najmniej dwa razy w roku wojewoda i sejmik informowały się wzajemnie o swojej działalności. Delegaci przedkładali własnym radom sprawozdania z działalności sejmiku.
Do zadań sejmiku należały m.in. ocena działalności gmin i instytucji komunalnych na obszarze województwa, upowszechnianie doświadczeń samorządowych, mediacja w sprawach spornych między gminami, ocena działalności administracji rządowej w województwie, wyrażanie opinii w istotnych sprawach województwa oraz reprezentowanie interesów gmin wobec administracji rządowej. Sejmik powoływał też członków kolegium odwoławczego (od 1994 – samorządowego kolegium odwoławczego), rozpatrującego odwołania od decyzji administracyjnych, wydawanych przez organy gmin w zakresie ich zadań własnych.
Powołanie sejmików samorządowych wynikało z przyjęcia przez twórców reformy samorządowej z 1990 koncepcji samorządu terytorialnego działającego na jednym szczeblu – w gminach. Uznali oni za konieczne powołanie na poziomie województw reprezentacji gmin, służącej kontaktom z administracją rządową oraz uzgodnieniom w razie konfliktu interesów między gminami. Sejmiki były rozwiązaniem tymczasowym, które miało istnieć do czasu powołania samorządu terytorialnego na wyższych szczeblach. W literaturze można spotkać się z opinią klasyfikującą je jako zinstytucjonalizowaną formę współpracy między samorządami. Zostały zniesione z dniem 1 stycznia 1999, w związku z reformą administracyjną.